# 1706 au Canada
Pour un article plus général, voir Chronologie du Canada.
Cet article traite des événements qui se sont produits durant l'année 1706 au Canada.

## Événements
- 10 avril : Daniel d’Auger de Subercase devient le dernier gouverneur de l’Acadie[1].

- 6 juin : meurtre du père Nicolas Bernardin-Constantin Delhalle par des amérindiens au Fort Pontchartrain du Détroit (ou le 1er juin[2]). Le chien du commandant du Fort, Étienne de Veniard, sieur de Bourgmont, mord un amérindien Outaouais, qui réplique par un coup de pied. À la suite de l’incident, les Outaouais voulant s’en prendre aux Miamis, les Français interviennent et tuent plusieurs indiens Outaouais. En sortant du village, les Outaouais survivants tuent le père Nicolas Constantin del Halle (Dehalle). Antoine de Lamothe-Cadillac fait des reproches à Étienne de Veniard mais ce dernier préfère déserter le fort pour mener une vie de coureur des bois[3].

- 16 juillet : la Congrégation de Notre-Dame de Montréal acquiert la seigneurie de La Noue sur l’Île des Sœurs près de Montréal[4].
- 6 août : Zacharie Robutel de La Noue acquiert du baron de Longueuil la seigneurie de Châteauguay[5].

- La population du Canada est de 16 417 habitants[6].

## Naissances
- 20 février : Claude-Godefroi Coquart, missionnaire († 4 juillet 1765).
- 21 août : Pierre Nicolas Le Chéron d’Incarville, missionnaire († 12 juin 1757).

- James Abercrombie, général britannique lors de la bataille de Carillon († 23 avril 1781).

## Décès

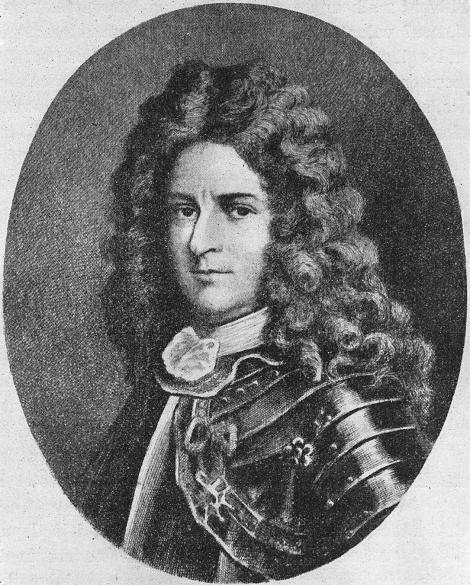
Pierre Le Moyne d’Iberville 1661-1706

- 6 juin : Jehan Gauvin, pionnier (° 1641).
- 9 juillet : Pierre Le Moyne d’Iberville , navigateur et explorateur (° 16 juillet 1661).
- 20 octobre : Adrienne Duvivier, pionnière de Montréal.
- 25 novembre : Jacques Le Ber, marchand et seigneur.(° 1633)